# マカーオーン

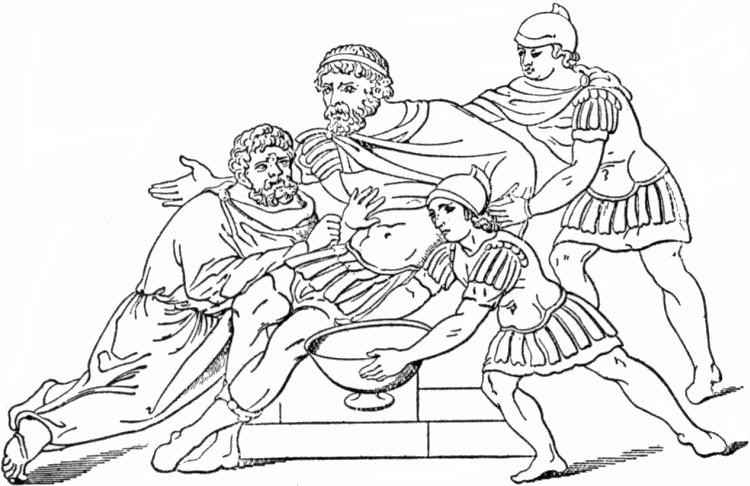
負傷したメネラーオスを治療するマカーオーン。

マカーオーン（古希: Μαχάων, Machāōn）は、ギリシア神話の人物である。長母音を省略してマカオンとも表記される。医神アスクレーピオスの子で、ポダレイリオスと兄弟。アレクサノール、スピュロス、ポレモクラテース、ニーコマコス、ゴルガソスの父。
アスクレーピオスの子であるマカーオーンとポダレイリオスはともに名医であり、特にマカーオーンは外科、ポダレイリオスは内科に長けていた。彼らはヘレネーの求婚者の1人で、トロイア戦争ではポダレイリオスとともにトリッケーの軍勢30隻を率いて参加した。マカーオーンはアスクレーピオスがケイローンから授かった薬を持っており、ギリシア軍の軍医的存在であった。
『イーリアス』初日、マカーオーンはパンダロスの矢に傷つけられたメネラーオスをケイローンの薬で癒し、3日目には最大の激戦区だったスカマンドロス河沿いでイードメネウス、ネストールとともに戦った。しかしパリスの矢を受け、それを見たイードメネウスはネストールに「傷の手当てができる者は他の者より何倍も価値があるから」と言い、マカーオーンを戦場から運び出すよう頼んだ。そこでマカーオーンはネストールの戦車に乗って戦場を脱出したが、それを見たアキレウスは心配してパトロクロスをネストールの陣に遣わした。後にマカーオーンはニーレウスとともにテーレポスの子エウリュピュロスに討たれた。あるいはアマゾーンの女王ペンテシレイアに討たれたともいわれる。しかしマカーオーンは戦死せずに木馬作戦に加わったとも、ピロクテーテースを癒したのはポダレイリオスではなくマカーオーンであるともいわれる。
メッセーネーの伝承では、マカーオーンとポダレイリオスはメッセーネーの出身で、一部の人々が彼らを王とした。また彼らはメッセーネーの武将としてトロイア戦争に参加した。戦後、ネストールはマカーオーンの遺骨を持ち帰ったといわれ、かつてネストールが養育されたというゲレーニアにはマカーオーンの墓と聖域があった。聖域はロドスと呼ばれ、病気の癒しが行われた。この聖域を最初に祭祀したのはヘーラクレイダイ出身のメッセーネー王グラウコスであったという。
小惑星(3063) Makhaonはマカーオーンにちなんで命名された。